# Mayorga (kommun i Spanien, Kastilien och Leon, Provincia de Valladolid, lat 42,16, long -5,30)
Mayorga är en kommun i Spanien.   Den ligger i provinsen Provincia de Valladolid och regionen Kastilien och Leon, i den norra delen av landet, 230 km nordväst om huvudstaden Madrid. Antalet invånare är 1 914.